# Eric Calvillo
Eric Santana Calvillo Ramírez (Palmdale, 2 gennaio 1998) è un calciatore salvadoregno con cittadinanza statunitense, centrocampista dell'El Paso Locomotive e della nazionale salvadoregna.

## Carriera

### Club
Ha giocato 12 partite (play-off inclusi) in MLS con i S.J. Earthquakes.

### Nazionale
Il 24 settembre 2021 ha esordito con la nazionale salvadoregna giocando l'amichevole persa 0-2 contro il Guatemala.

## Statistiche

### Presenze e reti nei club
Statistiche aggiornate al 9 agosto 2022.
| Stagione                | Squadra                 | Campionato              | Campionato | Campionato | Coppe nazionali | Coppe nazionali | Coppe nazionali | Coppe continentali | Coppe continentali | Coppe continentali | Altre coppe | Altre coppe | Altre coppe | Totale | Totale |
| Stagione                | Squadra                 | Comp                    | Pres       | Reti       | Comp            | Pres            | Reti            | Comp               | Pres               | Reti               | Comp        | Pres        | Reti        | Pres   | Reti   |
| ----------------------- | ----------------------- | ----------------------- | ---------- | ---------- | --------------- | --------------- | --------------- | ------------------ | ------------------ | ------------------ | ----------- | ----------- | ----------- | ------ | ------ |
| 2016                    | N.Y. Cosmos             | NASL                    | 3          | 1          | USOC            | 0               | 0               |                    | -                  | -                  |             | -           | -           | 3      | 1      |
| 2017                    | N.Y. Cosmos             | NASL                    | 16+2       | 3+0        | USOC            | 1               | 0               |                    | -                  | -                  |             | -           | -           | 19     | 3      |
| Totale N.Y. Cosmos      | Totale N.Y. Cosmos      | Totale N.Y. Cosmos      | 21         | 4          |                 | 1               | 0               |                    | -                  | -                  |             | -           | -           | 22     | 4      |
| 2018                    | S.J. Earthquakes        | MLS                     | 3          | 0          | USOC            | 0               | 0               |                    | -                  | -                  |             | -           | -           | 3      | 0      |
| 2019                    | S.J. Earthquakes        | MLS                     | 2          | 0          | USOC            | 2               | 0               |                    | -                  | -                  |             | -           | -           | 4      | 0      |
| 2020                    | S.J. Earthquakes        | MLS                     | 6+1        | 0          |                 | -               | -               |                    | -                  | -                  |             | -           | -           | 7      | 0      |
| gen.-giu. 2021          | S.J. Earthquakes        | MLS                     | 0          | 0          |                 | -               | -               |                    | -                  | -                  |             | -           | -           | 0      | 0      |
| Totale S.J. Earthquakes | Totale S.J. Earthquakes | Totale S.J. Earthquakes | 12         | 0          |                 | 2               | 0               |                    | -                  | -                  |             | -           | -           | 14     | 0      |
| 2018                    | Reno 1868               | USL                     | 11         | 1          |                 | -               | -               |                    | -                  | -                  |             | -           | -           | 11     | 1      |
| 2019                    | Reno 1868               | USLC                    | 8+1        | 0          |                 | -               | -               |                    | -                  | -                  |             | -           | -           | 9      | 0      |
| 2020                    | Reno 1868               | USLC                    | 1          | 0          |                 | -               | -               |                    | -                  | -                  |             | -           | -           | 1      | 0      |
| Totale Reno 1868        | Totale Reno 1868        | Totale Reno 1868        | 21         | 1          |                 | -               | -               |                    | -                  | -                  |             | -           | -           | 21     | 1      |
| giu.-dic. 2021          | Orange County           | USLC                    | 25+4       | 2+0        |                 | -               | -               |                    | -                  | -                  |             | -           | -           | 29     | 2      |
| 2022                    | El Paso Locomotive      | USLC                    | 22         | 5          | USOC            | 1               | 1               |                    | -                  | -                  |             | -           | -           | 23     | 6      |
| Totale carriera         | Totale carriera         | Totale carriera         | 105        | 12         |                 | 4               | 1               |                    | -                  | -                  |             | -           | -           | 109    | 13     |

### Cronologia presenze e reti in nazionale
| Cronologia completa delle presenze e delle reti in nazionale ― El Salvador | Cronologia completa delle presenze e delle reti in nazionale ― El Salvador | Cronologia completa delle presenze e delle reti in nazionale ― El Salvador | Cronologia completa delle presenze e delle reti in nazionale ― El Salvador | Cronologia completa delle presenze e delle reti in nazionale ― El Salvador | Cronologia completa delle presenze e delle reti in nazionale ― El Salvador | Cronologia completa delle presenze e delle reti in nazionale ― El Salvador | Cronologia completa delle presenze e delle reti in nazionale ― El Salvador |
| Data                                                                       | Città                                                                      | In casa                                                                    | Risultato                                                                  | Ospiti                                                                     | Competizione                                                               | Reti                                                                       | Note                                                                       |
| -------------------------------------------------------------------------- | -------------------------------------------------------------------------- | -------------------------------------------------------------------------- | -------------------------------------------------------------------------- | -------------------------------------------------------------------------- | -------------------------------------------------------------------------- | -------------------------------------------------------------------------- | -------------------------------------------------------------------------- |
| 24-9-2021                                                                  | Washington                                                                 | El Salvador                                                                | 0 – 2                                                                      | Guatemala                                                                  | Amichevole                                                                 | -                                                                          | 57’                                                                        |
| 4-12-2021                                                                  | Pittsburgh                                                                 | El Salvador                                                                | 1 – 1                                                                      | Ecuador                                                                    | Amichevole                                                                 | -                                                                          |                                                                            |
| 11-12-2021                                                                 | Los Angeles                                                                | El Salvador                                                                | 0 – 1                                                                      | Cile                                                                       | Amichevole                                                                 | -                                                                          |                                                                            |
| 27-1-2022                                                                  | Columbus                                                                   | Stati Uniti                                                                | 1 – 0                                                                      | El Salvador                                                                | Qual. Mondiali 2022                                                        | -                                                                          | 58’                                                                        |
| 2-2-2022                                                                   | San Salvador                                                               | El Salvador                                                                | 0 – 2                                                                      | Canada                                                                     | Qual. Mondiali 2022                                                        | -                                                                          | 68’                                                                        |
| 24-3-2022                                                                  | Kingston                                                                   | Giamaica                                                                   | 1 – 1                                                                      | El Salvador                                                                | Qual. Mondiali 2022                                                        | -                                                                          | 79’                                                                        |
| 30-3-2022                                                                  | Città del Messico                                                          | Messico                                                                    | 2 – 0                                                                      | El Salvador                                                                | Qual. Mondiali 2022                                                        | -                                                                          | 66’                                                                        |
| 4-6-2022                                                                   | San Salvador                                                               | El Salvador                                                                | 3 – 1                                                                      | Grenada                                                                    | CONCACAF Nations League 2022-2023 - Fase a gironi                          | -                                                                          | 56’                                                                        |
| 7-6-2022                                                                   | Saint George's                                                             | Grenada                                                                    | 2 – 2                                                                      | El Salvador                                                                | CONCACAF Nations League 2022-2023 - Fase a gironi                          | -                                                                          |                                                                            |
| 8-9-2023                                                                   | Città del Guatemala                                                        | Guatemala                                                                  | 2 – 0                                                                      | El Salvador                                                                | CONCACAF Nations League 2023-2024 - 1º turno                               | -                                                                          | 78’                                                                        |
| Totale                                                                     |                                                                            | Presenze                                                                   | 10                                                                         |                                                                            | Reti                                                                       | 0                                                                          |                                                                            |

## Palmarès

### Club

#### Competizioni nazionali
- North American Soccer League: 1

N.Y. Cosmos: 2016
- USL Championship: 1

Orange County: 2021